# Chlorocebus cynosuros
Chlorocebus cynosuros är ett däggdjur i släktet gröna markattor som förekommer i sydvästra Afrika.

## Utseende
Arten liknar andra gröna markattor i utseende. Den har en olivbrun päls på ryggen och en ljusgrå till vitaktig päls på buken. Nosen är mycket glest täckt med hår och svart. Påfallande är hannens ljusblåa scrotum som står i kontrast med djurets röda penis. Hannar blir med en kroppslängd av 42 till 60 cm (huvud och bål) och en vikt av 4 till 8 kg tydlig större än honor. Honor når bara 30 till 49 cm kroppslängd och 3,4 till 5 kg vikt.

## Utbredning och habitat
Utbredningsområdet sträcker sig från Gabon och centrala Kongo-Kinshasa i norr till norra Namibia och Zambias södra gräns i söder. Arten förekommer österut till Tanganyikasjön. Habitatet utgörs främst av savann och öppna skogar. Djuret vistas även i människans odlingar. I bergstrakter hittas arten upp till 4 500 meter över havet.

## Ekologi
Individerna bildar flockar med flera hannar och honor. I gruppen finns en dominant hanne som försvarar sin rätt att para sig med honorna. Honan föder vanligen en unge per kull och andra honor hjälper vid ungdjurets uppfostring. När hannar blir könsmogna måste de lämna flocken medan könsmogna honor får stanna.
Chlorocebus cynosuros livnär sig främst av olika växtdelar som frukter, blad, nektar, blommor och nötter samt av ryggradslösa djur. Ibland ingår små fåglar, ödlor eller gnagare i födan.

## Status
Arten är inte sällsynt och beståndet antas vara stabil. IUCN listar Chlorocebus cynosuros därför som livskraftig (LC).